# Paul McGinley
Paul McGinley (Dublin, 16 december 1966) is een Iers golfprofessional.

## Amateur
Paul McGinley bleef vrij lang amateur, maar heeft in de jaren veel gespeeld. Hij won o.a.:
- 1988: Irish Youths Championship, Scottish Youths Championship
- 1989: Irish Amateur Championship
- 1991: South of Ireland Championship

## Professional
Paul McGinley werd in 1991 professional.

McGinley speelde drie keer in de Ryder Cup. In 2002 maakte hij de beslissende putt waardoor Europa won. In 2013 werd bekendgemaakt dat hij captain werd van het volgende Ryder Cup-team.

### Gewonnen
Nationaal
- 1997: Irish PGA Championship
- 2000: Irish PGA Championship
- 2002: Smurfit Irish PGA Championship
- 2003: Smurfit Irish PGA Championship

Europese Tour
- 1996: Hohe Brucke Open
- 1997: Oki Pro-Am
- 2001: The Celtic Manor Resort Wales Open
- 2005: Volvo Masters

In 2008 wordt hij tweede op het KLM Open op de Kennemer achter Darren Clarke.
McGinley heeft op 19-jarige leeftijd zijn knieschijf beschadigd. Eigenlijk was dat het moment dat hij voor golf koos. Eind 2009 werd McGinley voor de zesde keer aan zijn knie geopereerd. Hij keerde in maart 2010 terug op de Tour.

### Teams
- World Cup: 1997 met Pádraig Harrington.
- Ryder Cup: 1997, 1999, 2002, 2014 (captain)
- Vivendi Trophy: 2011 (captain)